# Step in the Arena
Step in the Arena to drugi studyjny album hip-hopowej grupy Gang Starr.

## Lista utworów
| #  | Tytuł                                               | Autor                          | Produkcja        | Wykonawca      |
| -- | --------------------------------------------------- | ------------------------------ | ---------------- | -------------- |
| 1  | "Name Tag [Premier & the Guru]"                     | Christopher Martin, Keith Elam | DJ Premier, Guru | Guru           |
| 2  | "Step In The Arena"                                 | Christopher Martin, Keith Elam | DJ Premier, Guru | Guru           |
| 3  | "Form Of Intellect"                                 | Christopher Martin, Keith Elam | DJ Premier, Guru | Guru           |
| 4  | "Execution Of A Chump [No More Mr. Nice Guy Pt. 2]" | Christopher Martin, Keith Elam | DJ Premier, Guru | Guru           |
| 5  | "Who's Gonna Take The Weight?"                      | Christopher Martin, Keith Elam | DJ Premier, Guru | Guru           |
| 6  | "Beyond Comprehension"                              | Christopher Martin, Keith Elam | DJ Premier, Guru | Guru           |
| 7  | "Check The Technique"                               | Christopher Martin, Keith Elam | DJ Premier, Guru | Guru           |
| 8  | "Lovesick"                                          | Christopher Martin, Keith Elam | DJ Premier, Guru | Guru           |
| 9  | "Here Today, Gone Tomorrow"                         | Christopher Martin, Keith Elam | DJ Premier, Guru | Guru           |
| 10 | "Game Plan"                                         |                                | DJ Premier, Guru | *Instrumental* |
| 11 | "Take A Rest"                                       | Christopher Martin, Keith Elam | DJ Premier, Guru | Guru           |
| 12 | "What You Want This Time?"                          | Christopher Martin, Keith Elam | DJ Premier, Guru | Guru           |
| 13 | "Street Ministry"                                   | Christopher Martin, Keith Elam | DJ Premier, Guru | Guru           |
| 14 | "Just To Get A Rep"                                 | Christopher Martin, Keith Elam | DJ Premier, Guru | Guru           |
| 15 | "Say Your Prayers"                                  | Christopher Martin, Keith Elam | DJ Premier, Guru | Guru           |
| 16 | "As I Read My S-A"                                  | Christopher Martin, Keith Elam | DJ Premier, Guru | Guru           |
| 17 | "Precisely The Right Rhymes"                        | Christopher Martin, Keith Elam | DJ Premier, Guru | Guru           |
| 18 | "The Meaning Of The Name"                           | Christopher Martin, Keith Elam | DJ Premier, Guru | Guru           |

## Samples
Name Tag [Premier & the Guru]
- "Fantasy Interlude" The Originals

Step In The Arena
- "Bumpin' Bus Stop" Thunder and Lightning
- "A Blow for Me, a Toot to You" Fred Wesley and the Horny Horns
- "Four Play" by Fred Wesley and the Horny Horns
- "Never Let 'em Say" Ballin'jack

Form Of Intellect
- "Better Half" Maceo & All the King’s Men
- "Dope Beat" by Boogie Down Productions (Vocals by KRS-One)
- "Holy War" by Divine Force Crew
- "Here I Come" Lord Finesse

Execution Of A Chump [No More Mr. Nice Guy Pt. 2]
- "Don't it Drive You Crazy" The Pointer Sisters

Who's Gonna Take The Weight?
- "Who's Gonna Take the Weight?" Kool & the Gang
- "Parrty" Maceo & the Macks
- "To Da Break Of Dawn" LL Cool J

Beyond Comprehension
- "Up on Cripple Creek" The Band

Check The Technique
- "California Soul" Marlena Shaw
- "Keep Your Eyes on the Prize" by Marley Marl (głos: Masta Ace)
- "To Da Break Of Dawn" LL Cool J

Lovesick
- "Trying to Make a Fool of Me" The Delfonics
- "Pain" Ohio Players
- "Never Had a Dream" Ohio Players
- "Ain’t There Something Money Can't Buy" Young-Holt Unlimited

Here Today, Gone Tomorrow
- "You'll Like it Too" Funkadelic
- "Crosswind" by Billy Cobham
- "Just Rhyming With Biz" Big Daddy Kane
- "Ease Back" Ultramagnetic MC’s (głos: Kool Keith)

Take A Rest
- "UFO" ESG
- "T Plays it Cool" Marvin Gaye
- "Give it Up" Kool & the Gang
- "Right on for the Darkness" Curtis Mayfield
- "Funky Miracle" The Meters
- "Rapper’s Delight" The Sugarhill Gang
- "Poetry" Boogie Down Productions (głos: KRS-ONE)

What You Want This Time?
- "Nose Job" James Brown

Street Ministry
- "Leaward Winds" Billy Cobham

Just To Get A Rep
- "E.V.A." Jean-Jacques Perrey
- "Funky For You" Nice & Smooth (głos: Greg Nice)
- "Eazy Street" Eazy-E

Say Your Prayers
- "Wilford's Gone" The Blackbyrds

As I Read My S-A
- "Easy to Be Hard" Kole & Param

Precisely The Right Rhymes
- "Outside Love" Brethren
- "Magdelena" by Leo Sayer